# ديفيد إل. بروير الثالث
ديفيد إل. بروير الثالث (بالإنجليزية: David L. Brewer III)‏ هو ضابط أمريكي، ولد في 19 مايو 1946 في فارمفيل في الولايات المتحدة.